# The Daily Ittefaq
The Daily Ittefaq (in bengali দৈনিক ইত্তেফাক) è un quotidiano bengalese fondato a Dacca nel 1953.

## Storia
Il 15 agosto 1949 uscì il primo numero di Ittefaq. Inizialmente veniva pubblicato settimanalmente. Il primo editore fu Bhashani. Successivamente Bhashani e Yar Mohammad Khan nominarono Manik Miah come editore. Il 24 dicembre 1953 divenne un quotidiano, sotto la direzione di Tofazzal Hossain.
Durante il periodo del Pakistan unito, il giornale rese pubblica la negligenza e la mentalità coloniale dei leader pakistani nei confronti del Pakistan orientale. Di conseguenza, il governo agì contro i suoi redattori e giornalisti. La rubrica post-editoriale di Hossain “Rajnaitik Mancha” (piattaforma politica) divenne popolare nel Pakistan orientale. Durante l'epoca del movimento per la lingua bengalese, il Daily Ittefaq svolse un ruolo fondamentale. Ittefaq ebbe un ruolo significativo nelle elezioni generali del 1954 e contribuì alla vittoria del Fronte Unito. Da Ayyub Khan a Yahya Khan, Ittefaq si è sempre opposto con forza a tutti i governi militari pakistani.
L'Ittefaq sostenne il movimento in sei punti della Lega Awami a metà degli anni Sessanta e contribuì a pubblicarne le idee. Ittefaq emerse rapidamente come la voce dei cittadini del Pakistan orientale. Il presidente Ayyub Khan ne censurò la pubblicazione dal 17 giugno all'11 luglio 1966 e poi di nuovo dal 17 luglio 1966 al 9 febbraio 1969. Tofazzal Hossain fu imprigionato più volte.
Hossain morì il 1° giugno 1969; il giornale fu successivamente gestito dai suoi due figli, Mainul Hosein e Anwar Hossain Manju.
La sede di Ittefaq fu bruciata e completamente demolita il 25 marzo 1971 dall'esercito pakistano nell'ambito dell'operazione Searchlight. Era tutto in rovina e non c'era segno di vita. Il giornale ricevette 100.000 taka (equivalenti a 8.300 sterline nel 1971) come risarcimento dal governo pakistano. Questo permise Mainul Hosein di riprendere le pubblicazioni, sotto l'occhio vigile delle autorità, il 21 maggio 1971, dal Daily Pakistan Press. Per il resto della guerra di liberazione bengalese il giornale fu un portavoce di Yahya e Tikka Khan e criticò severamente i combattenti per la libertà.
Il direttore esecutivo del The Daily Ittefaq Serajuddin Hossain, il direttore fu rapito il 10 dicembre 1971 e non fu mai ritrovato dopo che era stato convocato dalla redazione del The Daily Sangram. Durante il processo per crimini di guerra tenutosi in Bangladesh nel 2012, Ali Ahsan Mohammad Mojaheed, membro del partito Jamaat-e-Islami, è stato accusato dell'omicidio di Hossain.